# Спунер (Вісконсин)
Спунер (англ. Spooner) — місто (англ. city) в США, в окрузі Вошберн штату Вісконсин. Населення — 2477 осіб (2020).

## Географія
Спунер розташований за координатами 45°49′37″ пн. ш. 91°53′26″ зх. д. / 45.82694° пн. ш. 91.89056° зх. д. (45.826906, -91.890492).  За даними Бюро перепису населення США в 2010 році місто мало площу 9,10 км², з яких 8,52 км² — суходіл та 0,58 км² — водойми. В 2017 році площа становила 11,06 км², з яких 10,45 км² — суходіл та 0,61 км² — водойми.

### Клімат
| Клімат : Спунер                       | Клімат : Спунер | Клімат : Спунер | Клімат : Спунер | Клімат : Спунер | Клімат : Спунер | Клімат : Спунер | Клімат : Спунер | Клімат : Спунер | Клімат : Спунер | Клімат : Спунер | Клімат : Спунер | Клімат : Спунер | Клімат : Спунер |
| Показник                              | Січ.            | Лют.            | Бер.            | Квіт.           | Трав.           | Черв.           | Лип.            | Серп.           | Вер.            | Жовт.           | Лист.           | Груд.           | Рік             |
| Абсолютний максимум, °C               | 13,9            | 16,1            | 27,2            | 32,2            | 40,0            | 37,8            | 43,3            | 40,0            | 37,2            | 31,1            | 23,3            | 15,6            | 43,3            |
| Середній максимум, °C                 | −6,1            | −2,6            | 4,3             | 13,2            | 19,8            | 24,7            | 26,9            | 25,7            | 20,6            | 13,4            | 3,7             | −4,4            | 11,6            |
| Середній мінімум, °C                  | −17,5           | −14,7           | −7,4            | 0,1             | 6,5             | 11,9            | 14,5            | 13,4            | 8,7             | 2,2             | −5,1            | −13,9           | −0,1            |
| Абсолютний мінімум, °C                | −42,8           | −43,3           | −38,9           | −21,7           | −10,6           | −5,6            | 1,7             | −1,7            | −7,8            | −16,7           | −32,2           | −42,2           | −43,3           |
| Норма опадів, мм                      | 19              | 19              | 35              | 66              | 88              | 103             | 104             | 106             | 97              | 80              | 43              | 25              | 781             |
| Днів з опадами                        | 8               | 6               | 7               | 9               | 12              | 12              | 10              | 10              | 11              | 11              | 8               | 9               | 111             |
| Днів зі снігом                        | 7               | 6               | 4               | 1               | 0               | 0               | 0               | 0               | 0               | 1               | 4               | 8               | 31              |
| ------------------------------------- | --------------- | --------------- | --------------- | --------------- | --------------- | --------------- | --------------- | --------------- | --------------- | --------------- | --------------- | --------------- | --------------- |
| Джерело: NOAA (extremes 1894–present) |                 |                 |                 |                 |                 |                 |                 |                 |                 |                 |                 |                 |                 |

## Демографія
Згідно з переписом 2010 року, у місті мешкали 2682 особи в 1180 домогосподарствах у складі 666 родин. Густота населення становила 295 осіб/км².  Було 1302 помешкання (143/км²).
Расовий склад населення:
| - 95,1 % — білих - 1,9 % — корінних американців - 0,7 % — азіатів - 0,3 % — чорних або афроамериканців |

До двох чи більше рас належало 1,9 %. Частка іспаномовних становила 1,3 % від усіх жителів.
За віковим діапазоном населення розподілялося таким чином: 23,9 % — особи молодші 18 років, 54,6 % — особи у віці 18—64 років, 21,5 % — особи у віці 65 років та старші. Медіана віку мешканця становила 41,6 року. На 100 осіб жіночої статі у місті припадало 83,7 чоловіків;  на 100 жінок у віці від 18 років та старших — 76,9 чоловіків також старших 18 років.
Середній дохід на одне домашнє господарство  становив 44 964 долари США (медіана — 31 313), а середній дохід на одну сім'ю — 62 725 доларів (медіана — 41 685). Медіана доходів становила 33 393 долари для чоловіків та 30 208 доларів для жінок. За межею бідності перебувало 16,2 % осіб, у тому числі 22,1 % дітей у віці до 18 років та 8,1 % осіб у віці 65 років та старших.
Цивільне працевлаштоване населення становило 1035 осіб. Основні галузі зайнятості: освіта, охорона здоров'я та соціальна допомога — 30,0 %, виробництво — 15,4 %, роздрібна торгівля — 11,6 %, мистецтво, розваги та відпочинок — 10,2 %.